# Ali and Nino
Pour plus de détails, voir Fiche technique et Distribution.
Ali and Nino est un film dramatico-romantique britannique réalisé par Asif Kapadia sur un scénario écrit par Christopher Hampton et tiré du roman du même nom de Kurban Saïd, avec une distribution internationale comprenant María Valverde et Adam Bakri dans les deux rôles principaux.  
La première mondiale a eu lieu en 2016, au festival du film de Sundance.
La plupart des scènes du film sont tournées en Turquie et en Azerbaïdjan.

## Fiche technique
- Musique : Dario Marianelli

## Distribution
- Adam Bakri : Ali Khan Shirvanshir
- María Valverde : Nino Kipiani
- Riccardo Scamarcio : Malik Nakhararyan
- Mandy Patinkin : le duc Gregor Kipiani
- Connie Nielsen : la duchesse Kipiani
- Homayoun Ershadi : le père d'Ali
- Assaad Bouab : Ilyas
- Halit Ergenç : Fatali Khan Khoyski
- Fakhraddin Manafov : Haji Zeynalabdin Taghiyev
- Nigar Gulahmadova : Sona Taghiyeva
- Parviz Gurbanov : Musa Naghiyev
- Numan Acar : Seyid Mustafa
- Daniz Tacaddin : ami de Nino
- Khumar Salimova : ami de Nino
- Qurban Ismayilov : Kasi Mullah
- Mekhriban Zeki : Sultan Khanim
- Jumshud Zeynalov : Yayha Guu
- Parviz Mammadrzayev : Gochu
- Jovdat Shukurov : officier russe
- Ekin Koç : Mehmed
- Ümit Demirbas : géant russe
- Kushvar Sharifova :
- Eran Anjel : officier tsariste
- Rasim Jafarov : Ivan
- John S. Dunlop : officier de l'armée britannique
- Sain Ferhad : doublure
- Ekin Karaman : soi-même (images d'archives - voix)